# Bombylius saudiensis
Bombylius saudiensis är en tvåvingeart som beskrevs av Greathead 1980. Bombylius saudiensis ingår i släktet Bombylius och familjen svävflugor.
Artens utbredningsområde är Saudiarabien. Inga underarter finns listade i Catalogue of Life.